# Veleno: romanzo mosaico
Veleno: romanzo mosaico (titolo originale Double Death: An Exercise in Detection) è un romanzo poliziesco del 1939 scritto in collaborazione da alcuni membri del Detection Club, tra i quali Dorothy L. Sayers, e altri scrittori.
Il libro è suddiviso in capitoli, ognuno scritto da un diverso autore, e oltre al testo sono inclusi gli appunti e i commenti sullo sviluppo della trama che ogni autore lascia per il collega che dovrà scrivere il capitolo successivo.

## Trama
La signora Farland, una ricca vedova ipocondriaca che vive nei pressi di un piccolo villaggio non lontano da Londra, sospetta che qualcuno stia cercando di assassinarla. Il suo medico curante, il dottor Cheedle, è convinto che si tratti solo di una fissazione, ma concorda con l'avvocato della signora di mandare a chiamare un'infermiera con esperienza in casi di avvelenamento per tenere d'occhio la situazione. L'infermiera, la signorina Ponting, si presenta alla stazione ferroviaria del villaggio ma non arriverà mai dalla sua paziente; viene scoperta agonizzante in una sala d'aspetto, vittima di una overdose di barbiturici. Tra i sospetti figurano John Farland, nipote della signora Farland, Millie, la sua dama di compagnia, e Penelope Cheedle, figlia del dottor Cheedle e fidanzata di John. Le indagini sulla morte dell'infermiera sono appena iniziate quando anche la signora Farland muore improvvisamente, e anche nel suo caso si tratta di avvelenamento.

## Edizioni
- Dorothy L. Sayers, Freeman Wills Crofts, Valentine Williams, F. Tennyson Jesse, Anthony Armstrong e David Hume, Veleno: romanzo mosaico, a cura di John Chancellor, traduzione di Tina Honsel, Mondadori, 1986.
- Dorothy L. Sayers, Freeman Wills Crofts, Valentine Williams, F. Tennyson Jesse, Anthony Armstrong e David Hume, Veleno, Polillo, 2017.